# Software di sistema della Xbox 360
Il Software di sistema della Xbox 360 (o Dashboard), è un sistema operativo aggiornabile. Esso risiede in un file system di 16MB, che può arrivare ad un massimo di 32. Gli aggiornamenti per tale sistema possono essere scaricati dal servizio Xbox Live direttamente su Xbox 360 e successivamente installati. Microsoft, ha però anche fornito un sito web, accessibile tramite PC, dal quale è possibile scaricare tali aggiornamenti, tali aggiornamenti potranno poi essere installati tramite chiavetta USB o supporti ottici di memorizzazione. Gli aggiornamenti del software di sistema possono anche essere installati tramite dischi di gioco. Esistono tuttavia eccezioni per le quali gli aggiornamenti per il software di sistema diventano obbligatori, ad esempio quando ci si connette a Xbox Live oppure quando si dispone di un gioco compatibile unicamente con una versione del software di sistema più recente. Questo tipo di OS è un kernel di Windows XP, quindi utilizza l'architettura di Windows NT.

## Versioni
L'attuale versione pubblica del software di sistema è la 2.0.17559.0, risalente al 12 novembre 2019.
| Versione    | Data di rilascio  | Disponibili | Descrizione |
| ----------- | ----------------- | ----------- | --- |
| 2.0.17559.0 | 12 novembre 2019  | Pubblico    | - Miglioramenti e correzioni di bug minori |
| 2.0.17526.0 | 22 maggio 2018    | Pubblico    | - Miglioramenti e correzioni di bug minori |
| 2.0.17511.0 | 17 novembre 2016  | Pubblico    | - Miglioramenti e correzioni di bug minori |
| 2.0.17419.0 | 19 giugno 2015    | Beta        | Beta |
| 2.0.17349.0 | 30 aprile 2015    | Pubblico    | Cambiamenti di sistema - Possibilità di collegare qualsiasi disco rigido esterno USB fino a 2 TB - Cronologia degli acquisti - Reimpostazione della password - Statistiche di rete - Adesso il saldo del conto di Microsoft appare nell'angolo in alto a destra della Xbox Dashboard |
| 2.0.17150.0 | 11 dicembre 2014  | Pubblico    | Cambiamenti di sistema - Miglioramenti generici e più fluidità del sistema - Risolti i problemi con l'Xbox Store - Riscatta i "Games with Gold" Xbox One gratuitamente su Xbox 360 |
| 2.0.17148.0 | 4 dicembre 2014   | Pubblico    | Cambiamenti di sistema - Update preparatorio per la successiva crescita del servizio |
| 2.0.16767.0 | 4 settembre 2014  | Pubblico    | Cambiamenti di sistema - Update preparatorio per la successiva crescita del servizio - Risolve alcuni problemi di uscita video |
| 2.0.16756.0 | 4 giugno 2014     | Pubblico    | Cambiamenti di Xbox Live - Le applicazioni di intrattenimento sono accessibili senza pagare per un abbonamento Xbox Live Gold |
| 2.0.16747.0 | 1º aprile 2014    | Pubblico    | Cambiamenti di Xbox Live - Noleggio Xbox Video iniziato su una piattaforma può continuare su un'altra |
| 2.0.16547.0 | 12 dicembre 2013  | Pubblico    | Cambiamenti di Xbox Live - Miglioramenti per la creazione e gestione di account per bambini |
| 2.0.16537.0 | 26 agosto 2013    | Pubblico    | Cambiamenti di Xbox Live - Sostituzione dei Microsoft Points per gli acquisti con le valute locali |
| 2.0.16203.0 | 19 febbraio 2013  | Pubblico    | Cambiamenti di sistema - Cambiamento delle impostazioni di default(visibile solamente in specifici paesi dell'Unione Europea) - Bug fix minori |
| 2.0.16202.0 | 27 novembre 2012  | Pubblico    | Cambiamenti di sistema - Corretti bug di Xbox SmartGlass, Xbox Music E Xbox Video |
| 2.0.16197.0 | 16 ottobre 2012   | Pubblico    | Cambiamenti di sistema - Aggiunto Internet Explorer. - Aumentato il limite massimo di archiviazione per le memorie flash USB o hard disk esterni da 16 a 32 giga,64 in totale collegando due unità. - Ridimensionato lo schermo della dashboard: le icone sono più grandi. - Rimosso Zune. Ora è disponibile Xbox Video e Xbox Music. - Inserita nella schermata Home l'icona "Recenti" (che prende il posto di Quickplay)e l'icona "Le mie scelte". - Aggiunto cambia nome alla console nelle impostazioni. - Rimossi Facebook e Twitter come social apps, che si potranno usare tramite Internet Explorer - Aggiunto SmartGlass - Aggiunto in alto a destra lo scorrimento delle informazioni dell'account (E-Mail, Gamertag) |
| 2.0.15572.0 | 12 giugno 2012    | Pubblico    | Cambiamenti di sistema - Marketplace Avatar aggiunto tra le opzioni Social della Dashboard. - Aggiornamento del Marketplace Avatar. - Aggiunta voce "Manage Exercise Info" nel profilo del giocatore. - Sky è stato rimosso dalla Dashboard, ora è accessibile solo sotto forma di applicazione. - Eliminato il supporto per controller wireless di terze parti, come ad esempio il Datel Wildfire Evo. - Cambiamento del CB(bootloader) - Cambiamento del keystream RC4 Aggiornamento di manutenzione generale e preparatorio per future versioni della Dashboard. |
| 2.0.14719.0 | 23 febbraio 2012  | Pubblico    | Cambiamenti di sistema - Risolve il bug che quando si partecipa ad un party compare sempre lo stesso nome. - Corregge alcuni bug della Dashboard. - Aggiunto nuovo fix per il colore della Dashboard. - Corregge il supporto vocale kinect per alcune lingue. - Cambiamento del CB(bootloader) |
| 2.0.14717.0 | 14 febbraio 2012  | Pubblico    | Cambiamenti di sistema - Risolve il problema di spazio e colore e migliora le prestazioni generali. - Richiede la carta di credito da aggiungere per utilizzare il mese di Gold gratis abbonamento di prova (prova gratuita verrà impostata inizialmente per il rinnovo automatico). - Cambiamento del CB(bootloader) Aggiornamento di manutenzione generale |
| 2.0.14699.0 | 6 dicembre 2011   | Pubblico    | Dashboard Metro Cambiamenti di sistema - Aggiornamento degli schemi Anti-Pirateria 2.5/2.6 - Supporto al 3D stereoscopico. - Supporto al Dual Play. - Aggiornata la dashboard con il supporto completo tramite comandi vocali. - Bing Search su Xbox 360. - Aggiunto Beacons. - Migliorata la chat di gruppo. Cambiamenti di Xbox Live - TV Live con Bing Search su Xbox 360. - Cloud Storage per save games e profili. - Mediaset Premium - Italia. - RTVE - Spagna. - Antena 3 - Spagna. - Verizon - Stati Uniti - Canal+ - Francia. - BBC - Inghilterra. - Dailymotion. - YouTube. |
| 2.0.13604.0 | 11 ottobre 2011   | Pubblico    | Cambiamenti di sistema Aggiornamento di manutenzione generale e preparatorio per l'update autunnale - Aggiornamento contenente una patch di compatibilità per il nuovo Speed Wheel per Xbox 360. - Aggiornato il dae.bin che ad ogni connessione al servizio Xbox Live viene inoltre aggiornato automaticamente. |
| 2.0.13599.0 | 19 luglio 2011    | Pubblico    | Cambiamenti di sistema - Update preparatorio ad aggiornamenti successivi. - Schemi AP2.5 aggiornati alla versione AP2.6. - Reflash del lettore PLDS DG-16D4S con FW 9504 al nuovo firmware stock 0272 e blocco della SPI. |
| 2.0.13146.0 | 19 maggio 2011    | Pubblico    | Cambiamenti di sistema - Reflash dei lettori: PLDS DG-16D4S con FW 9504, PBDS VAD6038 e PLDS DG-16D2S, ai nuovi firmware stock : 0272, 04421C, 02510C. Piccoli cambiamenti nei Samsung MS-25 & MS-28. - Aggiunto Kinect Labs. - Schemi AP2.5 aggiornato. - Aggiunto supporto a nuovo formato XGD3 per dischi di gioco, tale formato aggiungerà 1GB allo spazio utilizzabile su disco dalle software house. - I firmware iXtreme fino alla versione LT+ 1.1 vengono ora rilevati. - Aggiunta nuova opzione di auto spegnimento dopo 1 ora, in aggiunta all'auto spegnimento dopo 6 ore, disponibile nelle precedenti versioni della dashboard. Cambiamenti di Xbox Live - Aggiunto supporto per pagamenti con carta PayPal per tutti gli utenti di Xbox Live, eccetto : Brasile, Cile, Colombia, Repubblica Ceca, Finlandia, Grecia, Ungheria, India, Giappone, Russia, Africa meridionale, Corea del Sud e Taiwan. Altro - Correzione bug minori. |
| 2.0.12625.0 | 19 gennaio 2011   | Pubblico    | Cambiamenti di sistema - Attivato nuovo schema AP2.5, sui giochi più popolari come: Halo: Reach, Call of Duty: Black Ops e Call of Duty: Modern Warfare 2. - Riaggiunta l'opzione Avvio da disco. |
| 2.0.12611.0 | 1º novembre 2010  | Pubblico    | Dashboard Ufficiale Kinect Cambiamenti di sistema - Aggiunto nuovo schema AP2.5 per il gioco Fable III. |
| 2.0.12416.0 | 31 ottobre 2010   | Pubblico    | Kinect Dashboard Beta Versione 2 Cambiamenti di sistema - Aggiunto nuovo schema AP2.5 per i giochi più recenti, quali : Need for Speed: Hot Pursuit e Assassin's Creed: Brotherhood |
| 2.0.12413.0 | 30 ottobre 2010   | Pubblico    | Kinect Dashboard Beta Versione 1 Cambiamenti di sistema - È ora possibile installare aggiornamenti per un gioco su hard disk (solo per giochi selezionati). - Gli Avatar, arrivati alla versione 2.0, hanno ora proporzioni umane. - Aggiunta una nuova interfaccia utente con design Metro. - Riduzione dei tempi di caricamento dei giochi installati su hard disk. - Connessione con adattatore wireless migliorata. - Aggiunto Nuovo bootscreen. Cambiamenti di Xbox Live - Migliorata l'integrazione con Netflix, ora è possibile cercare nell'intero catalogo, direttamente dalla console. - Aggiunto ESPN come app scaricabile da Xbox Live. Nota : Alcuni ISP non supportano il servizio, ESPN quindi può essere limitato o completamente bloccato. - Migliorate le icone di notifica. Ad esempio : se un amico usa Facebook, apparirà un messaggio di notifica. - Aggiunta una nuova interfaccia con design Metro al Marketplace, che ne semplifica la navigazione. - Aggiunti nuovi codec che migliorano la qualità delle comunicazioni su Xbox Live. - Aggiunto supporto a Netflix per il Canada. - Aggiunto Zune Music e Zune Pass. Cambiamenti Kinect - Aggiunto un menu 3D per Kinect. - Aggiunto Video Kinect come app scaricabile da Xbox Live. Questa app permette ai giocatori di utilizzare Kinect per effettuare videoconferenze. - Aggiunta la funzionalità Kinect per: Zune, Last.fm e Sky Player. |
| 2.0.9199.0  | 6 aprile 2010     | Pubblico    | Cambiamenti di sistema - È possibile ora utilizzare fino a due memorie flash USB o hard disk esterni per salvare profili, salvataggi di gioco, demo e altro fino a 16GB per ognuno, 32GB in totale. - È ora possibile effettuare il trasferimento dei contenuti da un dispositivo di memoria ad un altro. Il trasferimento dei contenuti non permette la copia dei giochi installati. - È ora possibile reinstallare i giochi su console bannate. - Il lettore DVD risulta ora più silenzioso. - Riduzione dei tempi di caricamento dei giochi installati su Hard disk. |
| 2.0.8955.0  | 28 ottobre 2009   | Pubblico    | Cambiamenti si sistema - Hard disk e Windows Media Center Extender disabilitati su console bannate, profili e salvataggi di gioco appariranno corrotti, se usati su altre console. - Memory card di terze parti disabilitate (ad esempio : Datel Max Memory). - WPA2 abilitato su adattatore wireless Xbox 360 ufficiale. - I custom firmware Xtreme, e iXtreme fino alla versione 1.61, vengono ora rilevati. Cambiamenti di Xbox Live - Facebook, Twitter, Last.fm e Zune Marketplace abilitati. Facebook, Twitter and Last.fm sono disponibili solo per utenti Xbox Live Gold. |
| 2.0.8507.0  | 23 settembre 2009 | Pubblico    | Cambiamenti di Xbox Live - Aggiornamento preparatorio per successive implementazioni della console Xbox 360 e/o Xbox Live. In particolare, i preparativi per l'aggiunta di Facebook, Twitter, e Last.fm alla dashboard. |
| 2.0.8498.0  | 11 agosto 2009    | Pubblico    | Cambiamenti di sistema - Corretta una vulnerabilità usata per avviare codice non firmato. - Dimensioni delle installazioni dei giochi su hard disk ridotte. - Risolti problemi con alcuni giochi e con la dashboard. - È ora possibile aprire il vano disco quando un disco è già inserito. - Aggiunta opzione Libera Cache sulle unità di memoria. - Aggiunto rilevamento automatico impostazioni HDTV. - Aggiunti Livelli Di Riferimento HDMI. - Guida Xbox migliorata. Cambiamenti di Xbox Live - Aggiunta area prezzi su Xbox Live Primetime. - Giocare dei giochi, basati su show televisivi, con gli amici, fa vincere Microsoft Points e Temi (ad esempio il gioco : 1 vs 100). - È ora possibile valutare i contenuti di Xbox Live, con un sistema di valutazione a stelle. - Gli utenti di Xbox Live possono ora cambiare la coda dei download di Netflix. - Aggiunto lo stato di Veterano su Xbox Live Gold. - Aggiunto Games on Demand al Marketplace Giochi. - Area Community Games rinominata in Indie Games. - Aggiunto Marketplace Avatar. - Aggiunto Netflix Film Party. - Netflix migliorato. |
| 2.0.7371.0  | 2 aprile 2009     | Pubblico    | Cambiamenti di sistema - Risolti problemi con alcuni giochi. |
| 2.0.7363.0  | 3 febbraio 2009   | Pubblico    | Cambiamenti di sistema - Risolto problema audio su uscita video HDMI, causato dal precedente aggiornamento NXE. |
| 2.0.7357.0  | 19 novembre, 2008 | Pubblico    | NXE: New Xbox Experience Cambiamenti di sistema - Interfaccia utente completamente ridisegnata, con una navigazione simile a quella di Windows Media Center. - Aggiunte nuove icone di notifica, che usano una versione ridisegnata dell'interfaccia a tab. - Aggiunti nuovi effetti sonori ai menù. - Aggiunta la funzione preview per temi Dashboard. - Supporto per risoluzioni 1440×900 e 1680×1050 16:10 (Letterbox), ed oltre, su porte VGA, HDMI e DVI. - Aggiunta opzione di cambio tastiera, da QWERTY ad alfabetica. - È ora possibile installare i giochi sul disco rigido al fine di diminuire i tempi di caricamento e per rendere il sistema più silenzioso. Nota: il gioco necessita del supporto ottico per essere avviato da hard disk. - Aggiunta funzione per l'avvio veloce dei giochi. - È ora possibile avviare automaticamente un gioco, una volta chiuso il cassetto del lettore, questa opzione è impostata di default su ON. Cambiamenti di Xbox Live - Xbox Live Party ora supporta la chat fino ad 8 persone, e la condivisione di immagini. - L'Avatar è ora completamente personalizzabile (per futuri giochi ed implementazioni di Xbox Live). (Alcuni giochi attuali anche ricevuto un aggiornamento il 19 novembre per supportare il nuovo Avatar). - È ora possibile accedere a Xbox Live Marketplace tramite PC, dal sito ufficiale, con la possibilità di aggiungere download alla coda di Xbox 360. - È ora possibile visualizzare film su Netflix tramite, Xbox 360 (solo per utenti Xbox Live Gold residenti negli Stati Uniti). - Incremento da 6 a 40 download attivi alla coda. - Aggiunta opzione di disattivazione notifiche (nuovi messaggi, richieste di chat, ecc.) o suoni di notifiche. - È ora possibile reperire informazioni da Xbox Live sul gioco presente nel vano disco. - È ora possibile rimuovere dal proprio Gamertag i giochi con Gamerscore pari a 0. - Un momento prima di avviare un qualsiasi gioco, ti verrà comunicato se uno dei tuoi amici, che faccia parte o no di party, sta giocando lo stesso gioco. Nota: L'update richiede 128MB di memoria libera - Microsoft ha dichiarato che la NXE sarà rilasciata ai non abbonati Xbox Live tramite DVD di gioco, in una data successiva. |
| 2.0.6717.0  | 6 agosto 2008     | Pubblico    | Cambiamenti di Xbox Live - Update preparatorio per la successiva crescita del servizio. |
| 2.0.6690.0  | 18 aprile 2008    | Pubblico    | Cambiamenti di sistema - Update preparatorio per la successiva crescita della console Xbox 360, e del servizio Xbox Live. |
| 2.0.6683.0  | 4 dicembre 2007   | Pubblico    | Cambiamenti si sistema - Aggiunto supporto a video MPEG-4 Part 2, e audio AC3 tramite l'aggiornamento media opzionale. - Aggiunta funzione Parental Timer. - L'apertura della guida Xbox ora è molto più veloce. - Il gameplay del gioco svanisce durante lo spegnimento della consolle. - Interfaccia utente ridisegnata. - Performance migliorate. Cambiamenti di Xbox Live - I giochi Xbox Live Arcade in versione trial, non sono più elencati nella Gamercard dell'utente. - I giochi originali Xbox, sono ora elencati nella Gamercard dell'utente. - Aggiunto Inside Xbox. - Aggiunta funzione Social Network. - È ora possibile visualizzare la lista dei propri amici (tra amici e amici). - È ora possibile inserire il proprio nome, residenza e biografia, nel proprio Gamertag. - Il Marketplace è stato ridisegnato, ed ora è molto più organizzato. - I video scaricati dall'utente sono ora organizzati in Show Televisivi e Stagioni. |
| 2.0.5787.0  | 20 settembre 2007 | Pubblico    | Cambiamenti di sistema - Aggiornamento di sistema che permette al sistema di comunicare con il Big Button Controller, in bundle con il gioco Scene It? Lights, Camera, Action. |
| 2.0.5766.0  | 7 agosto, 2007    | Pubblico    | Cambiamenti di sistema - Aggiornamento di sistema che permette al sistema di comunicare con la chitarra wireless di Guitar Hero III: Legends of Rock. |
| 2.0.5759.0  | 9 maggio 2007     | Pubblico    | Cambiamenti di sistema - Lingue : Russo e Polacco aggiunte. - Logo di Windows Media Center Extender Aggiornato - Aggiunta opzione Avvio da Windows Media Center Extender, tale opzione permette di avviare Windows Media Center Extender subito dopo l'avvio del sistema. - I titoli dei giochi vengono ora visualizzati nella barra del lettore, e in base al nome del profilo vengono visualizzati i gamerscore ad essi correlati. - Aggiunto supporto a Windows Media DRM, per streaming da PC a consolle, in caso di licenza mancante o danneggiata, comparirà un messaggio di errore. - Aspect Ratio selezionabile durante la riproduzione video (esempio di Aspect Ratio : Auto, Letterbox, Zoom, Esteso, Nativo). - La barra OSD, visibile durante la riproduzione di file video, mostra esattamente il tempo trascorso dall'avvio del video. - Maggiori dettagli per obbiettivi sbloccati, ora è possibile visualizzare i relativi obbiettivi, e il loro valore. - Aggiunto supporto per livelli di referenza video. - Aggiunto supporto a video MPEG-4. Cambiamenti di Xbox Live - Supporto per download in background a basso consumo, l'unità di memorizzazione, 1 core della CPU, le ventole, e qualsiasi altro componente richiesto per il download rimane alimentato, una volta terminato il download, la consolle si spegnerà. - Aggiunta opzione per il download automatico di nuovi titoli in versione free su Xbox Live Arcade. - Aggiunto supporto per download a blocchi, ciò impedisce il download di un contenuto al di fuori di Xbox 360. - L'interfaccia di Marketplace è ora molto più funzionale. - È ora possibile visualizzare la percentuale di download sul Marketplace Video. - Il Marketplace è ora diviso in 5 tab separate. - Windows Live Messenger è ora integrato con la Dashboard. |
| 2.0.4552.0  | 9 gennaio 2007    | Pubblico    | Cambiamenti di sistema - Fixata vulnerabilità di Privilege escalation tramite Hypervisor, che permetteva l'avvio di codice non firmato, ad esempio Linux, con accesso diretto al hardware. |
| 2.0.4548.0  | 30 novembre 2006  | Pubblico    | Cambiamenti di sistema - Output video fixato su connessione VGA. - Audio delle cuffie migliorato. |
| 2.0.4532.0  | 31 ottobre 2006   | Pubblico    | Cambiamenti di sistema - Lo streaming di file WMV ora può avvenire tramite : Windows Media Connect, dispositivi USB, o tramite CD o DVD. - Gli utenti Macintosh che utilizzano Connect360 possono ora usufruire di audio e video in streaming. - Windows Media Player 11 ora è supportato come programma di streaming. - Aggiunto supporto per risoluzioni HD fino a 1080p. - Apportati cambiamenti minori all'interfaccia grafica. - Aggiunto supporto per lettore HD DVD. Cambiamenti di Xbox Live - Aggiunta opzione per il download automatico di nuovi titoli in versione trial su Xbox Live Arcade. - Aggiunto supporto per Zune. |
| 2.0.2858.0  | 13 giugno 2006    | Pubblico    | Cambiamenti di sistema - Migliorato il riconoscimento dei caratteri per utenti Xbox 360 con dashboard localizzata in lingua cinese. |
| 2.0.2857.0  | 6 giugno 2006     | Pubblico    | Cambiamenti di sistema - Aggiunta opzione Avvia da disco, tale opzione permette di avviare DVD di giochi subito dopo l'avvio del sistema. - Aggiunta opzione per il resume di dischi DVD-Video a partire dall'ultima interruzione. - Nuova opzione slideshow aggiunta al visualizzatore di foto. Cambiamenti di Xbox Live - È ora possibile effettuare download multipli in background. - Xbox Live Marketplace Riorganizzato. |
| 2.0.2258.0  | 2 marzo 2006      | Pubblico    | Cambiamenti di sistema - Aggiornamento di preparazione per successivi aggiornamenti di sistema e titoli. |
| 2.0.2255.0  | 30 gennaio 2006   | Pubblico    | Cambiamenti di sistema - Messaggi d'errore più dettagliati. - Aggiunta opzione di conservazione dei salvataggi in caso di cancellazione del profilo. - Maggiore fluidità nei giochi. - Migliorata la guida Xbox. Cambiamenti di Xbox Live - Migliorata la configurazione del network per utenti Xbox Live residenti nei Paesi Bassi. |
| 2.0.2241.0  | 22 novembre 2005  | Pubblico    | Aggiornamento disponibile al lancio. Ciò per preservare il backup della versione di lancio 2.0.1888.0. |
| 2.0.1888.0  | 22 novembre 2005  | Pubblico    | Versione Day-One (un backup di tale versione risiede nella NAND). |

### Interfaccia[3]
Durante il suo ciclo vitale la console ha subito un'evoluzione importante e continua della sua interfaccia utente, queste interfacce si possono suddividere in 3 grandi famiglie, "Blade", "XNE" e "Metro".
L’interfaccia Blade è quella nativa della console, caratterizzata da schede che si spostavano da destra a sinistra e viceversa in stile carpetta, venne utilizzata fino al 2008, poi venne sostituita dalla XNE: New Xbox Experience (dalla 2.0.7357.0), che prevedeva lo scorrimento della schermata secondo matrice, dove prima si seleziona in colonna le area d'interesse (come "my xbox", "game marketplace"), per poi scegliere in riga le varie opzioni e informazioni della relativa area d'interesse, inoltre tale interfaccia prevedeva una prospettiva accidentale, che permetteva di intravedere le altre finestre della stessa riga, mentre in alto a sinistra era visibile le altre aree d'interesse disposte in colonna.
Successivamente nel 2010 la XNE Kinect Update (dalla 2.0.12611.0) viene rivista e aggiornata, con una nuova vista in pianta senza prospettive per consentire una facile integrazione delle funzionalità del Kinect per la gestione dell'interfaccia, venne anche rimosso l'effetto onda della stemma xbox e il profilo tag connesso in alto a destra.
Infine nel 2011 debutta l'interfaccia Metro (dalla 2.0.14699.0), che prevedeva uno scorrimento destra sinistra e viceversa di grandi riquadri d'interesse, contenenti un numero e in dimensione variabile delle caselle, contenenti le diverse informazioni e funzioni.

## Applicazioni scaricabili
La console Xbox 360 permette agli utenti di scaricare applicazioni che si aggiungono alle funzionalità standard della Dashboard. La maggior parte delle applicazioni per poter funzionare richiedono una sottoscrizione a Xbox Live Gold. Fatta eccezione per alcune primissime applicazioni, Microsoft sta aggiungendo sempre più partner allo sviluppo di applicazioni per Xbox 360 dopo l'aggiornamento apportato alla dashboard nel 2008 (NXE), e nel 2010 (Kinect).

### Limitazioni delle applicazioni
Molte delle applicazioni scaricabili su Xbox 360 hanno restrizioni legate alla sottoscrizione e alla regione, la più importante riguarda la non totale disponibilità delle app.
- L'applicazione di Netflix è disponibile unicamente per gli utenti degli Stati Uniti e del Canada.
- L'applicazione di Sky Player è disponibile unicamente per gli utenti dell'Irlanda.
- ESPN è disponibile unicamente negli Stati Uniti, e richiede una sottoscrizione Xbox Live Gold.
- Foxtel è disponibile unicamente in Australia.
- Vodafone Casa TV è disponibile unicamente in Portogallo.

### Aggiornamento supporto opzionale
Data di rilascio: 14 novembre 2005
Grandezza file: 2.1MB
Consente agli utenti di riprodurre musica non protetta da Ipod in formato (AAC) sulle loro console. Questo aggiornamento è stato il primo download opzionale, disponibile tramite Xbox Live.

### Netflix
Data di rilascio: 19 settembre 2008
Streaming immediato di film da Netflix, dall'istante in cui vengono aggiunti alla coda. L'aggiornamento dell'1/11/2010 ha apportato diverse migliorie al sistema di ricerca di Netflix, e un'interfaccia grafica migliorata.

### ESPN
Data di rilascio: 1º novembre 2010
Consente agli utenti di visualizzare eventi sportivi in diretta on demand.

### Last.FM
Data di rilascio: 11/18/2008
Permette agli utenti l'ascolto di radio in streaming.

### Zune
Data di rilascio: 18 novembre 2008
Permette agli utenti di acquistare contenuti multimediali tra cui film e musica da salvare sul disco rigido della console.

### Facebook
Data di rilascio: 18 novembre 2008
Consente agli utenti con abbonamento Xbox Live Gold di accedere a Facebook tramite la console.

### Twitter
Data di rilascio: 18 novembre 2008
Consente agli utenti di accedere al servizio di micro blogging di Twitter. Twitter è integrato nel software di sistema della xbox, ed è quindi accessibile senza bisogno di scaricare alcun tipo di app.

### Video Kinect
Data di rilascio: 1º novembre 2010
Video Kinect consente di parlare in modo semplice e veloce con amici e familiari tramite 2 consolle Xbox 360, o tra consolle Xbox 360 e Windows Live Messenger

### Halo Waypoint
Data di rilascio: 5 novembre 2009
Grandezza file: 163.8MB
Costantemente aggiornato con le ultime notizie e le attività di Halo, con accesso a contenuti che vanno da interviste, trailer, riprese video e contenuti esclusivi per la comunità Halo. I giocatori di Halo possono anche progredire attraverso un percorso tutto nuovo, legato alla realizzazione di nuove carriere in-game in più giochi della serie Halo. Halo Waypoint è un'esperienza dinamica che cresce e si espande, ogni qual volta viene aggiunto un nuovo contenuto. Halo Waypoint viene riconosciuto come un videogioco dalla Dashboard della Xbox 360.

### Destination Arcade
Data di rilascio: 21 luglio 2010
Grandezza file: 17.6MB
Questa applicazione è consigliata per il gioco tra amici e per la ricerca di giochi. L'applicazione di Destination Arcade è tecnicamente un videogioco Xbox 360 secondo l'Xbox 360 Dashboard.

### Foxtel
Data di rilascio: 8 novembre 2010
Dispone di 30 canali live e video on demand, contenuti televisivi e film (disponibile solo in Australia).

## Retrocompatibilità
Il software di sistema della Xbox 360 include un software di emulazione per giochi Xbox di prima generazione, tale software di emulazione può essere scaricato sotto forma di add-on da Xbox Live. L'ultimo aggiornamento dei titoli compatibili con tale software risale al 2008, quando Microsoft decise di interrompere il supporto per eventuali nuove aggiunte. Per una lista dei titoli compatibili, vedi Videogiochi Xbox compatibili con Xbox 360.